# Gynacantha bispina
Gynacantha bispina – gatunek ważki z rodziny żagnicowatych (Aeshnidae).